# Albert Evers
Albert Edvard Evers, född 28 mars 1846 i Lerum, Älvsborgs län, död 19 augusti 1912 i Borås, var en svensk direktör och politiker, son till Johann Friedrich Evers och Ulrica Eleonora von Sivers. Sedan 1874 var han gift med Charlotte Börjeson. Han var kusin till Oskar Evers.
Evers ägnade sig i yngre år åt handel och fabriksverksamhet i Stockholm och Göteborg. Han var senare disponent för Borås Spinneri AB. Åren 1890–92 var han ledamot av riksdagens första kammare, invald i Älvsborgs läns valkrets.